# Пенья (муниципалитет)
Пенья (порт. Penha)  —  муниципалитет в Бразилии, входит в штат Санта-Катарина. Составная часть мезорегиона Вали-ду-Итажаи. Входит в экономико-статистический  микрорегион Итажаи. Население составляет 20 868 человек на 2007 год. Занимает площадь 58,783 км². Плотность населения — 355,0 чел./км².

## История
Город основан 19 июля 1958 года.

## Статистика
- Валовой внутренний продукт на 2005 составляет 150.124.000,00 реалов (данные: Бразильский институт географии и статистики).
- Валовой внутренний продукт на душу населения на 2005 составляет 7.193,98 реалов (данные: Бразильский институт географии и статистики).
- Индекс развития человеческого потенциала на 2000 составляет 0,791 (данные: Программа развития ООН).

## География
Климат местности: субтропический.